# 黄文氏
黄文氏 (きふみ/きぶみうじ)は、日本の氏族のひとつで、高句麗系渡来人を祖にする氏族。黄書氏とも表記する。

## 出自
『新撰姓氏録』山城諸蕃によれば、黄文連は、高句麗の久斯祁王の後裔。

## 黄文画師
仏経を作成する職業部である黄文画師（きふみのえかき）の伴造家とされる。『日本書紀』『聖徳太子伝暦』などによれば、黄文画師は604年に山背画師（やましろのえかき）とともに制定された。610年、高句麗王嬰陽王（姓：高氏）は，彩色･墨の技術者である僧曇徴を倭国王へ貢上している。
天武天皇元年（672年）の壬申の乱当時、大海人皇子（後の天武天皇）の舎人であった黄書大伴については『日本書紀』などでは乱当時の事蹟についての記載がないが、のちに山背国（山城国）国司に就任、正四位を賜っている。天武12（683年）、黄文造は連（むらじ）姓を賜った。
奈良時代になると758年(天平宝字2)の《画工司移》に記された黄文連乙万呂などの名が見える
山城国久世郡には、天平勝宝9年(9歳)頃に画工司の黄文連乙万呂、黄文連黒人が、天平宝字2年頃には同じく画工司の黄文川主らが住んだ。

## 人物
- 黄書大伴 - 壬申の乱当時、大海人皇子（天武天皇）の舎人で、正四位の官僚。
- 黄書粳麻呂 - 黄書大伴の子。
- 黄文子老
- 黄文備
- 黄文本実（黄書本実とも）
  - 薬師寺の仏足石の銘文に、「黄書本実が、唐の普光寺（長安）の仏足石から写した仏足図を持ち帰り、これを奈良の右京四条一坊の禅院に遺した。」とある（仏足跡歌碑#仏足跡信仰の日本への伝来を参照）。
  - キトラ古墳の壁画の作者とする説もあるが、不明[7]。
  - 『日本書紀』『続日本紀』に拠れば、671年、水臬（みずはかり）を献上。694年、鋳銭司に任ぜられた。大宝2年（702年）の持統天皇、慶雲4年（707年）の文武天皇の崩御のどちらも殯宮司を務め、同慶雲4年に装束司も務める。天智以来の数代にわたり宮廷に仕え、従五位下。
- 黄文連乙万呂
- 黄文連黒人
- 黄文川主

## 備考
- その他、長屋王の子に黄文王がいる。黄文氏との関連は不明であるが、木本好信は長屋王邸跡から長屋王の家司もしくは資人と推定される「黄文大国」の名が入った木簡が見つかっていることなどから、黄文王の養育に黄文氏の者が乳母などの形で関与し、「黄文王」の名もそこから来ているとしている[8]。
- 京都府城陽市（かつての久世郡久世郷）にある平川廃寺を芸術や建築に関する技術を持った渡来系の現地豪族である黄文氏の氏寺する説もある[9]。